# Salillas (kommunhuvudort)
Salillas är en kommunhuvudort i Spanien.   Den ligger i provinsen Provincia de Huesca och regionen Aragonien, i den nordöstra delen av landet, 300 km nordost om huvudstaden Madrid. Salillas ligger 428 meter över havet och antalet invånare är 113.
Terrängen runt Salillas är platt åt nordost, men åt sydväst är den kuperad. Runt Salillas är det mycket glesbefolkat, med 2 invånare per kvadratkilometer. Närmaste större samhälle är Grañén, 13,5 km väster om Salillas. Trakten runt Salillas består till största delen av jordbruksmark.